# Иоаким (Дьякович)
Митрополи́т Иоаки́м (Дья́кович, серб. Јоаким Ђаковић; ум. 21 июля 1678, Москва) — епископ Русской православной церкви, митрополит Архангельский и Сербославянский, викарий Патриарха Московского и всея Руси.

## Биография
По происхождению серб. Стал епископом приблизительно в 1660 году. Поставление Иоакима епископом в город Крижевци (современная Хорватия), вероятно, было одной из первых попыток Печской Патриархии учредить в области Славония православную епархию для сербов.
В 1664 года пришёл на Русь за милостыней и остался здесь навечно. «По указу великаго государа послан Белгород на митрополию». Произошло это не ранее 1666 года, так как именно в этом году открылся Большой Московский собор, учредивший Белгородскую кафедру.
Вместе с тем известно, что уже в мае 1667 года в Белгород был назначен его соотечественник митрополит Феодосий, что должно было означать, что вскоре назначение было отменено.
С 19 сентября 1667 года он состоял епископом при Московском Архангельском соборе и именовался Архангельским и Сербославянским.
Как митрополит Архангельский, Иоаким в 1672 году участвовал в похоронах Патриарха Иоасафа II, а в 1676 году на короновании Русского царя Феодора III.
Служение его в названном соборе продолжалось до 1677 года.
Скончался 21 июля 1678 года. Погребен в Знаменском монастыре. Захоронение не сохранилось.